# 马里瓦拉·特拉什克
马里瓦拉·特拉什克（羅馬尼亞語：Marioara Trașcă，1962年10月29日—），一作默里瓦拉·特拉什克（Mărioara Trașcă），罗马尼亚女子赛艇运动员。她曾代表罗马尼亚参加1984年和1988年夏季奥林匹克运动会赛艇比赛，获得二枚银牌和一枚铜牌。